# Franklin Park (Massachusetts)

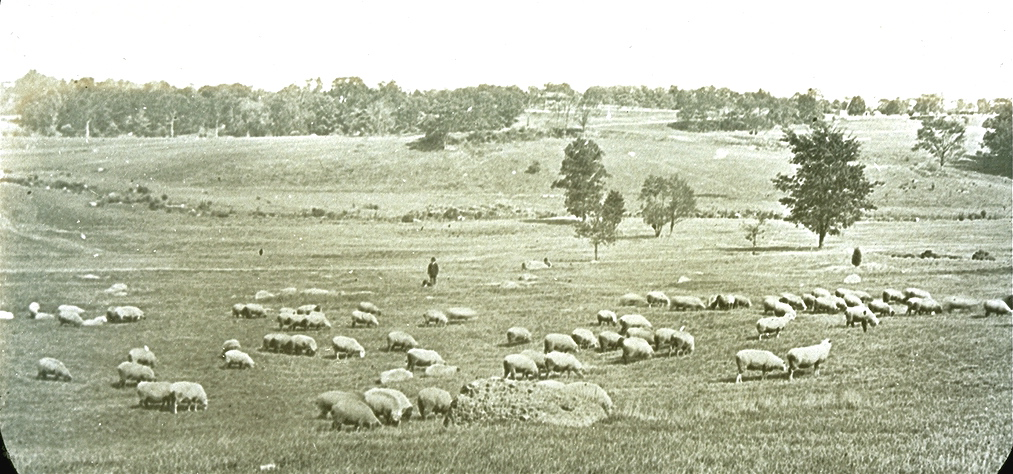
Der Franklin Park am Ende des 19. / Anfang des 20. Jahrhunderts

Der Franklin Park ist ein teilweise bewaldeter Park in Boston im Bundesstaat Massachusetts der Vereinigten Staaten mit 527 Acres (2,13 km²) Ausdehnung. Das Gelände erstreckt sich auf die Bostoner Stadtteile Jamaica Plain, Roxbury und Dorchester und wird vom Parks and Recreation Department der Stadt verwaltet. Der Franklin Park gehört zum Emerald-Necklace-System von Parks und Parkways, das im 19. Jahrhundert von Frederick Law Olmsted angelegt wurde. Er ist der größte Park in Boston und beherbergt unter anderem den Franklin Park Zoo.

## Allgemeine Beschreibung
Bei seiner Entwicklung im 19. Jahrhundert wurde der Franklin Park als Landschaftspark konzipiert und ist der größte und zugleich letzte Park im System des Emerald Necklace. Obwohl er in der Vergangenheit oft vernachlässigt wurde, wird er immer noch als das „Kronjuwel“ der Arbeiten von Olmsted in Greater Boston erachtet.
Der Park wurde nach dem Bostoner Patrioten Benjamin Franklin benannt und ist sehr ländlich gestaltet. Vor seiner Umbenennung hieß er West Roxbury Park. Auf dem Gelände gibt es ein kleines Waldgebiet sowie Möglichkeiten für aktive Erholung und Sport mit 6 mi (10 km) Straßen- sowie 15 mi (24 km) Fuß- und Radwegen.
Der größte Teil des Parks ist der Erholung und grundsätzlichen Nutzung der Bostoner Bevölkerung gewidmet. Der Scarboro Pond und der Ellicott Arch stellen dabei die beliebtesten Plätze im Park dar, ebenso wie die großen Waldgebiete. Es gibt ebenso Picknick-Plätze, Steinbrücken, Vorkommen von Roxbury Puddingstone (einem lokal vorkommenden Konglomeratgestein) sowie alte Steinruinen, insbesondere die Long Crouch Woods of Roxbury, auch bekannt unter the Bear Dens.

## DerFranklin Park Zoo
Der Franklin Park Zoo befindet sich direkt auf dem Gelände des Parks. Er wurde 1912 gegründet und zeigt auf einer Fläche von 72 Acres (290.000 m²) Tiere wie Löwen, Tiger, Zwergflusspferde, Massai-Giraffen, Wellensittiche, Amurleoparden, Westliche Flachlandgorillas und Grevyzebras. Eine der berühmtesten Attraktionen im Zoo ist der Tropical Forest (Regenwald), der im September 1989 eröffnet wurde. Der Franklin Park Zoo ist der zweitgrößte Zoo in Neuengland und rangiert gleich hinter dem Spitzenreiter Southwick's Zoo in Mendon.

## DieLong Crouch Woods
Die Long Crouch Woods befinden sich auf dem Gelände des Parks und stellten einst den zentralen Teil des Zoos dar. Die Bärenkäfige (Bear Dens) wurden im Jahr 1912 entworfen und gebaut, um eine kleine Sammlung einheimischer Tiere zu zeigen. Ursprünglich gab es eine sehr große Treppe, die zu einem großen Platz führte, um den herum die stählernen Bärenkäfige angeordnet waren. In einem dieser Käfige befand sich eine detaillierte Steinskulptur von Bären und der Silhouette der Stadt Boston.
Pläne zur Ausweitung des Long Crouch Woods-Bereichs im Zoo wurden jedoch nie umgesetzt. Mit der Zeit verfiel das Gelände, und als die zuständige Parkbehörde den Großteil der zum Unterhalt notwendigen Mittel verweigerte, konnten die Bear Dens nicht länger finanziert werden. Die Ausstellungsfläche wurde daher offiziell 1954 geschlossen. 1958 wurde das Gebiet im Zuge der Übernahme der Kontrolle durch die Metropolitan District Commission vom Gelände des Zoos abgetrennt.
Seit 1980 bestehen Bemühungen, die Long Crouch Woods in ein Naturreservat umzuwandeln, jedoch konnten sie bislang nicht realisiert werden. Lange Zeit wurde das Gebiet für verbotene Aktivitäten und illegale Müllentsorgung genutzt. Die Franklin Park Coalition ließ den Müll 2002 entfernen und erhielt 2007 den Betrag von 36.000 US-Dollar für notwendige Materialien und die Beauftragung professioneller Landschaftsarchitekten zur Restaurierung von Wegen in dem Gebiet. Das Projekt wird durch die Zuarbeit von Sommerlagern für Problemkinder unterstützt.

## Sportgelände
Auf dem Gebiet des Franklin Park gibt es eine Vielzahl von unterschiedlichen Möglichkeiten zur sportlichen Betätigung. Dazu zählen der William J. Devine 18-Loch Golfplatz (der zweitälteste öffentliche Golfplatz in den gesamten USA) ebenso wie Tennisplätze, Baseballfelder und Basketballfelder. Die Mitglieder des Boston RFC tragen ihre Wettkämpfe ebenfalls im Park aus. Es gibt weite und offene Flächen, die für Lacrosse und Fußball genutzt werden, außerdem gibt es an Sonntagabenden die Gelegenheit zum Cricket-Spiel.
Der Park ist ein berühmter Austragungsort für Crossläufe, die dort das ganze Jahr über von High Schools und Colleges veranstaltet werden, darunter das Massachusetts All-States Meet, das sich im Jahresrhythmus mit dem NCAA Northeast Regional Championship abwechselt. Der jeweils gerade nicht im Franklin Park stattfindende Wettbewerb wird im Van Courtlandt Park in New York City ausgetragen. Im Franklin Park existieren vermessene Laufstrecken mit Längen von 3, 5, 6, 8 und 10 km. 1992 wurden im Park auf einem extra vermessenen 12,5 km langen Kurs die IAAF World Cross Country Championships ausgetragen.
Es gibt in der Bevölkerung und Stadtverwaltung zunehmend Bedenken im Hinblick auf die Laufveranstaltungen, da Schäden für die Natur aufgrund von Bodenerosion sowie Störungen der Spaziergänger und Radfahrer befürchtet werden. Da beinahe jeden Samstag und ebenso an sehr vielen Sonntagen unterschiedliche Wettkämpfe im Park stattfinden, wird dieses Thema kontrovers diskutiert.

## DasPlayhouse
Im Park gibt es einen öffentlichen Bereich für Bühnenauftritte, der als Playhouse in the Park bekannt ist. Dort sind bereits bekannte Musiker wie Billy Taylor und die Boston Pops aufgetreten.

## DerSchoolmaster Hill
Bereits vor der Errichtung des Parks lebte ein Lehrer namens Ralph Waldo Emerson in einer kleinen Hütte auf dem heutigen Schoolmaster Hill. Er ließ sich durch die ihn umgebende Landschaft für seine Naturgedichte und Essays inspirieren. Auf dem Hügel befindet sich heute eine Plakette, die an Emerson erinnert. Von dort hat der Betrachter einen hervorragenden Blick auf die Blue Hills.